# Yves Jacques

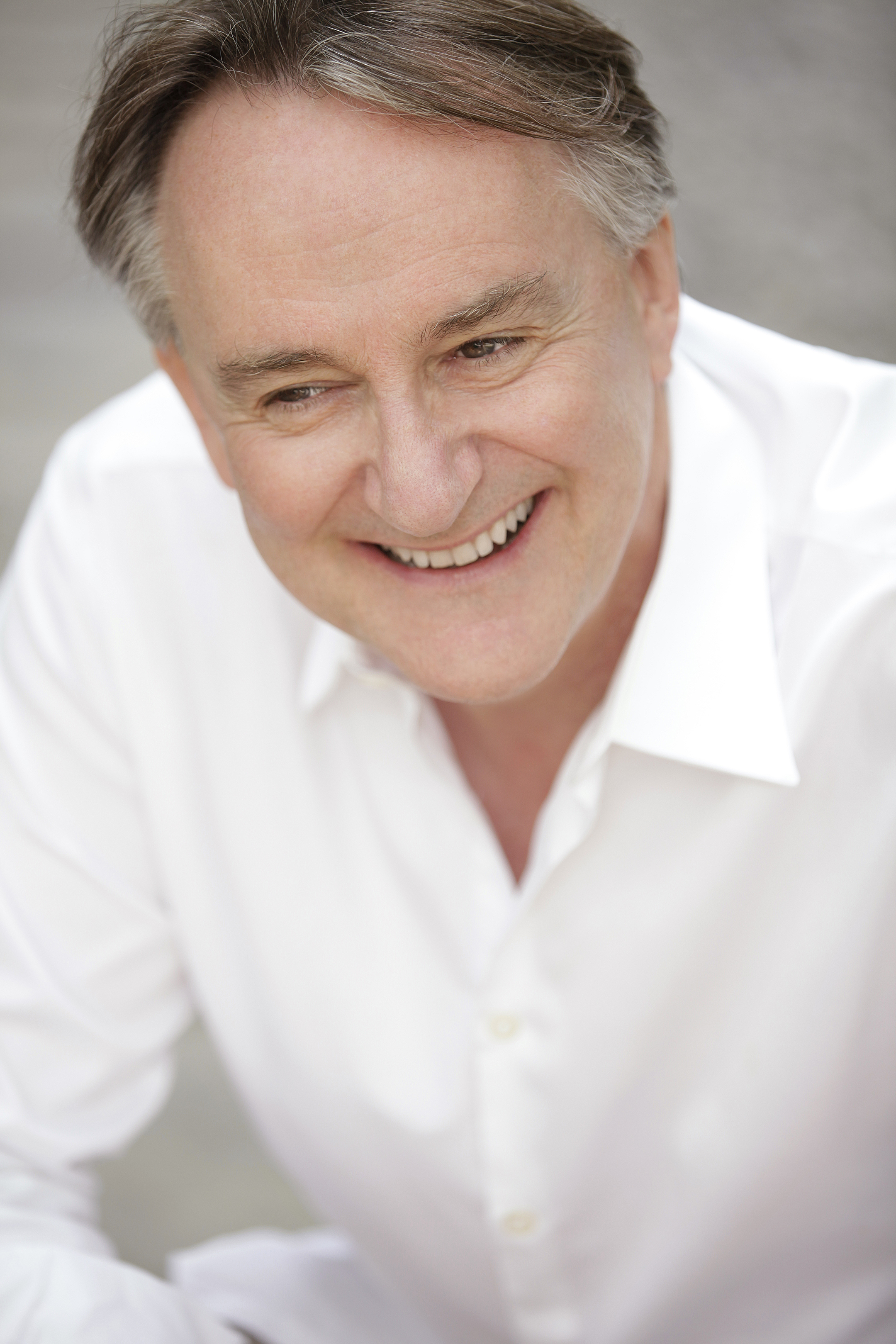
Yves Jacques

Yves Jacques OC (* 10. Mai 1956 in Québec) ist ein kanadischer Schauspieler, der für den Film, das Fernsehen und das Theater arbeitet.

## Leben und Schaffen
Er studierte Theater an der Cégep de Saint-Hyacinthe und begann seine schauspielerische Karriere an den Bühnen in Quebec und Montreal. Einem breiteren Fernsehpublikum wurde er ab 1981 als Sketchkomödiant bei der jährlichen Neujahrshow Bye Bye des Senders Ici Radio-Canada Télé bekannt, sowie danach in einigen weiteren Film- und Fernsehrollen.
Durch seine Rolle des schwulen Akademikers Claude in Denys Arcands Der Untergang des amerikanischen Imperiums und Die Invasion der Barbaren wurde er international bekannt. Auf der Theaterbühne brachte ihm seine Darstellung des Lydie-Anne in der Premiere von Michel Marc Bouchards Stück Les feluettes große Aufmerksamkeit, das als bedeutendes Werk des modernen kanadischen Theaters gilt.
Er war ab 2001 im Ensemble zweier Aufführungen von Robert Lepage auf Welttournee, und zwar bei Die andere Seite des Mondes (La face cachée de la lune) und Das Andersen Projekt (Le projet Andersen), in dem er alle Rollen spielte.

## Filmografie (Auswahl)

### Kino
- 1982: Les yeux rouges
- 1983: Sonatine – Regie: Micheline Lanctôt
- 1984: Le crime d’Ovide Plouffe – Regie: Denys Arcand
- 1985: Der Boß (Hold-Up) – Regie: Alexandre Arcady
- 1986: Der Untergang des amerikanischen Imperiums (Le déclin de l’empire américain) – Regie: Denys Arcand
- 1989: Jesus von Montreal (Jésus de Montréal) – Regie: Denys Arcand
- 1990: Ding et Dong: le film – Regie: Alain Chartrand
- 1990: Miléna Nova Tremblay – Regie: Claude Désorcy
- 1991: Geliebte Milena (Milena) – Regie: Véra Belmont
- 1994: Meurtre en musique – Regie: Gabriel Pelletier
- 1995: Alfred  – Regie: Vilgot Sjöman
- 1998: Klassenfahrt (La classe de neige) – Regie: Claude Miller
- 1999: Souvenirs intimes – Regie: Jean Beaudin
- 1999: Die Witwe von Saint-Pierre (La veuve de Saint-Pierre) – Regie: Patrice Leconte
- 2000: La vie après l’amour – Regie: Gabriel Pelletier
- 2000: Requiem contre un plafond – Regie: Jeremy Peter Allen
- 2001: Nuit de noces – Regie: Émile Gaudreault
- 2001: Betty Fisher et autres histoires – Regie: Claude Miller
- 2002: Le collectionneur – Regie: Jean Beaudin
- 2002: Séraphin: un homme et son péché – Regie: Charles Binamé
- 2003: Die Invasion der Barbaren (Les invasions barbares) – Regie: Denys Arcand
- 2003: Die kleine Lili (La petite Lili) – Regie: Claude Miller
- 2004: Ordo
- 2004: Aviator (The Aviator) – Regie: Martin Scorsese
- 2005: La petite chartreuse
- 2005: Zwei ungleiche Freunde (Je préfère qu’on reste amis …) – Regie: Olivier Nakache and Éric Toledano
- 2005: Aurore – Regie: Luc Dionne
- 2005: Wir verstehen uns wunderbar – Désaccord parfait (Désaccord parfait) – Regie: Antoine de Caunes
- 2006: Ein Geheimnis (Un secret) – Regie: Claude Miller
- 2007: 48 heures par jour – Regie: Catherine Castel
- 2009: Je vais te manquer – Regie: Amanda Sthers
- 2010: La dernière fugue – Regie: Léa Pool
- 2010: Spurlos (Sans laisser des traces) – Regie: Grégoire Vigneron
- 2010: Glück auf Umwegen (La chance de ma vie) – Regie: Nicolas Cuche
- 2011: French Immersion – Regie: Kevin Tierney
- 2011: Voyez comme ils dansent
- 2012: Laurence Anyways – Regie: Xavier Dolan
- 2013: Maman und ich (Les garçons et Guillaume, à table!) – Regie: Guillaume Gallienne
- 2014: Grace of Monaco – Regie: Olivier Dahan
- 2015: Belles familles – Regie: Jean-Paul Rappeneau
- 2015: Le talent de mes amis – Regie: Alex Lutz
- 2018: Das zweite Leben des Monsieur Alain (Un homme pressé) – Regie: Hervé Mimran
- 2021: Villa Caprice
- 2023: The Successor (Le Successeur)

### Fernsehen
- 1980–1982: Boogie-woogie 47 (Fernsehserie)
- 1983: Poivre et sel (Fernsehserie)
- 1993: La voyageuse du soir (Fernsehserie)
- 1994: Jalna (Fernsehserie)
- 1994: Baldipata
- 1995: V’la l’cinéma – Regie: Jacques Rouffio
- 1995: Belle Époque (Fernsehdreiteiler)
- 1997: Ces enfants d’ailleurs (Fernsehserie)
- 1997: Bob Million
- 1998: Changement de cap
- 1999: Three Seasons
- 1999–2000: La soirée des Jutras (Fernsehshow)
- 2000: Das Zimmer der Zauberinnen (La chambre des magiciennes) – Regie: Claude Miller
- 2001: Thérèse et Léon
- 2001: L’aîné des ferchaux – Regie: Bernard Stora
- 2002: Napoléon (Fernseh-Miniserie)
- 2004: H2O
- 2005: L’état de grace – Regie: Pascal Chaumeil
- 2006–2007: Mafiosa (Fernsehserie, 7 Folgen) – Regie: Louis Choquette
- 2016: Falsche Vertraulichkeiten (Les fausses confidences) – Regie: Luc Bondy

## Musik
Er war Singer-Songwriter des Liedes On ne peut pas tous être pauvres (basiert auf der Musik von Pierre Gagnon). Ebenfalls in 1981 produzierte ein dazugehöriges Musikvideo, das als das erste Musikvideo aus Quebec gilt.

## Auszeichnungen
- 2000: Nominiert für den Prix Jutra als Bester Schauspieler in Souvenirs intimes